# Emanuel Löffler
Emanuel Löffler (Región de Moravia Meridional, Checoslovaquia, 29 de diciembre de 1901-Praga, 5 de agosto de 1986) fue un gimnasta artístico checoslovaco, subcampeón olímpico en Ámsterdam 1928 en salto de potro y en equipos, y subcampeón olímpico en Berlín 1936 en el concurso por equipos.

## Carrera deportiva
En las Olimpiadas celebradas en Ámsterdam en 1928 gana tres medallas: plata en salto de potro —tras el suizo Eugen Mack—, plata en equipo —tras Suiza y por delante de Yugoslavia— y bronce en anillas, tras el yugoslavo Leon Štukelj y su compatriota el checoslovaco Ladislav Vácha.
Y en el Mundial de Budapest 1934 gana plata en el concurso por equipos —tras Suiza y por delante de Alemania— y bronce en la general individual, tras el suizo Eugen Mack (oro) y el italiano Romeo Neri (plata).